# Tallbock
Tallbock (Monochamus sutor) är en skalbagge i familjen långhorningar. Den är 15 till 25 millimeter lång. 

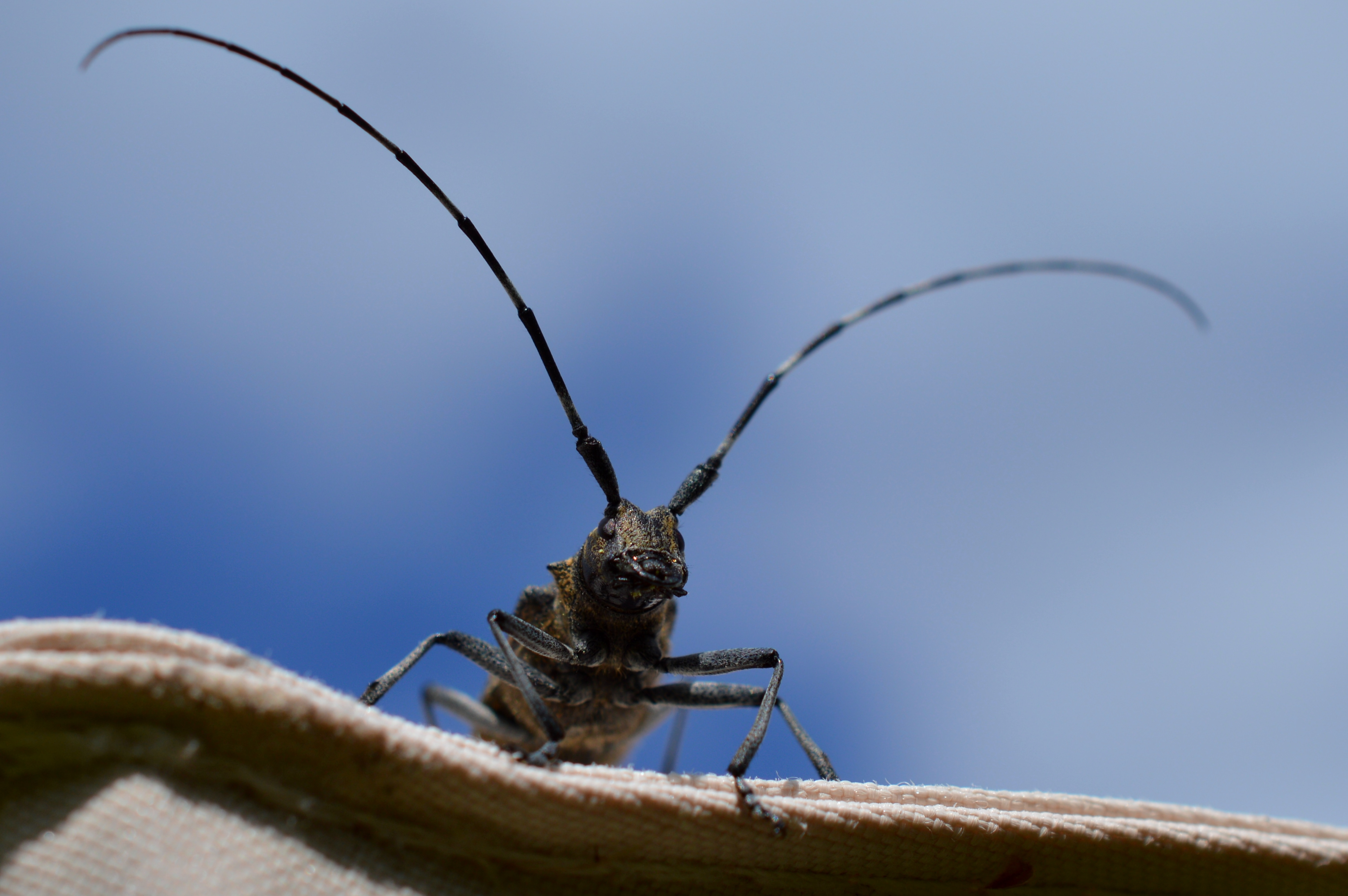
Fotografi av tallbock taget i Dalarna.